# Seznam parthských králů
Seznam parthských králů zahrnuje všechny vladaře parthské říše mezi lety 247/238 př. n. l. a 227/228 n. l. Číslování a doba vlády jednotlivých panovníků jsou zčásti sporné.

## Parthští králové z rodu Arsakovců
| Král             | Doba panování               | Poznámka | Mincovní portrét |
| ---------------- | --------------------------- | --- | ---------------- |
| Arsakés I.       | cca 247/238 – 217 př. n. l. | Zakladatel dynastie, původně náčelník skythských Parnů (Aparnů). Dobyl na Seleukovcích satrapii Parthii a vytvořil zde zárodek pozdější parthské říše. |                  |
| Arsakés II.      | cca 217 – 191 př. n. l.     | |                  |
| Friapatios       | cca 191 – 176 př. n. l.     | |                  |
| Fraatés I.       | 176 – 171 př. n. l.         | |                  |
| Mithradatés I.   | 171 – 139/138 př. n. l.     | |                  |
| Fraatés II.      | 139/138 – 128 př. n. l.     | |                  |
| Artabanos I.     | 128 – 124/123 př. n. l.     | |                  |
| Mithradatés II.  | 124/123 – 88/87 př. n. l.   | |                  |
| Gótarzés I.      | 91/90 – 81/80 př. n. l.     | |                  |
| Oródés I.        | 81/80 – 78/77 př. n. l.     | |                  |
| Sinatrukés       | 78/77 – 71/70 př. n. l.     | |                  |
| Fraatés III.     | 71/70 – 58/57 př. n. l.     | |                  |
| Mithradatés III. | 58/57 – 56/55 př. n. l.     | |                  |
| Oródés II.       | 58/57 – 38 př. n. l.        | |                  |
| Fraatés IV.      | 38 – 2 př. n. l.            | |                  |
| Fraatés V.       | 2 př. n. l. – 4 n. l.       | |                  |
| Oródés III.      | 4 – 6/7                     | |                  |
| Vonónés I.       | 7/8 – 10/11                 | |                  |
| Artabanos II.    | 10/11 – 38                  | |                  |
| Vardanés         | 38/39 – 45                  | |                  |
| Gótarzés II.     | 43/44 – 51                  | |                  |
| Vonónés II.      | 51                          | |                  |
| Vologaisés I.    | 51 – 77/78                  | |                  |
| Pakoros          | 77/78 – 114/115             | |                  |
| Vologaisés II.   | 77/78 – 78/79 a 89/90       | |                  |
| Artabanos III.   | 79/80 – 80/81               | |                  |
| Osroés           | 108 – 128/129               | |                  |
| Vologaisés III.  | 111/112 – 147/148           | |                  |
| Mithradatés IV.  | cca 129 – 140               | |                  |
| Vologaisés IV.   | 147/148 – 191/192           | |                  |
| Vologaisés V.    | 191/192 – 207/208           | |                  |
| Vologaisés VI.   | 207/208 – 227/228           | |                  |
| Artabanos IV.    | 213 – 224                   | |                  |